# Campeonato Africano de Atletismo de 2022
A 22ª edição do Campeonato Africano de Atletismo foi organizado pela Confederação Africana de Atletismo no período de 8 a 12 de junho de 2022 no Complexo Esportivo Nacional Cote d'Or, em Saint Pierre, na Maurícia. O evento estava originalmente programado para ocorrer em Orã, na Argélia, mas teve de ser cancelado devido a Pandemia de COVID-19. Foram disputadas 45 provas, tendo como destaque o Quênia com 23 medalhas, sendo 10 de ouro.

## Quadro de medalhas
O quadro de medalhas foi publicado.
| Ordem | País            | Medalha de ouro | Medalha de prata | Medalha de bronze | Total |
| ----- | --------------- | --------------- | ---------------- | ----------------- | ----- |
| 1     | Quênia          | 10              | 5                | 8                 | 23    |
| 2     | África do Sul   | 9               | 13               | 14                | 36    |
| 3     | Nigéria         | 5               | 3                | 3                 | 11    |
| 4     | Argélia         | 5               | 3                | 1                 | 9     |
| 5     | Etiópia         | 4               | 6                | 4                 | 14    |
| 6     | Botswana        | 4               | 2                | 1                 | 7     |
| 7     | Burquina Fasso  | 2               | 0                | 0                 | 2     |
| 8     | Zâmbia          | 1               | 2                | 1                 | 4     |
| 9     | Senegal         | 1               | 1                | 1                 | 3     |
| 10    | Níger           | 1               | 1                | 0                 | 2     |
| 11    | Gâmbia          | 1               | 0                | 1                 | 2     |
| 12    | Benim           | 1               | 0                | 0                 | 1     |
| 12    | Gana            | 1               | 0                | 0                 | 1     |
| 14    | Camarões        | 0               | 2                | 1                 | 3     |
| 15    | Egito           | 0               | 1                | 4                 | 5     |
| 16    | Marrocos        | 0               | 1                | 2                 | 3     |
| 16    | Tunísia         | 0               | 1                | 2                 | 3     |
| 18    | Gabão           | 0               | 1                | 0                 | 1     |
| 18    | Libéria         | 0               | 1                | 0                 | 1     |
| 18    | Ilhas Maurícias | 0               | 1                | 0                 | 1     |
| 18    | Uganda          | 0               | 1                | 0                 | 1     |
| 22    | Namíbia         | 0               | 0                | 1                 | 1     |
| 22    | Zimbabwe        | 0               | 0                | 1                 | 1     |
| Total | Total           | 45              | 45               | 45                | 135   |

## Medalhistas
Esses foram os resultados do campeonato. 

### Masculino
| Evento                           | Ouro | Ouro     | Prata | Prata    | Bronze                                                                                   | Bronze   |
| -------------------------------- | --- | -------- | --- | -------- | ---------------------------------------------------------------------------------------- | -------- |
| 100 metros detalhes              | Ferdinand Omanyala · Quênia                                                                                 | 9.93     | Akani Simbine · África do Sul | 9.93     | Henricho Bruintjies · África do Sul                                                      | 10.01    |
| 200 metros detalhes              | Letsile Tebogo · Botswana                                                                                   | 20.26    | Emmanuel Eseme · Camarões | 20.61    | Clarence Munyai · África do Sul                                                          | 20.69    |
| 400 metros detalhes              | Muzala Samukonga · Zâmbia                                                                                   | 45.31    | Bayapo Ndori · Botswana | 45.35    | Mohamed Farès Jelassi · Tunísia                                                          | 45.54    |
| 800 metros detalhes              | Slimane Moula · Argélia                                                                                     | 1:45.59  | Nicholas Kiplangat Kebenei · Quênia                                                                                               | 1:46.43  | Tshepiso Masalela · Botswana                                                             | 1:46.65  |
| 1 500 metros detalhes            | Abel Kipsang · Quênia                                                                                       | 3:36.57  | Ryan Mphahlele · África do Sul | 3:36.74  | Adihana Kasaye · Etiópia                                                                 | 3:38.27  |
| 5 000 metros detalhes            | Hailemariyam Amare · Etiópia                                                                                | 13:36.79 | Daniel Ebenyo · Quênia | 13:38.79 | Hicham Akankam · Marrocos                                                                | 13:40.39 |
| 10 000 metros detalhes           | Mogos Tuemay · Etiópia                                                                                      | 29:19.01 | Chimdessa Debele · Etiópia | 29:22.74 | Abraham Longosiwa · Quênia                                                               | 29:23.02 |
| 110 metros barreiras detalhes    | Amine Bouanani · Argélia                                                                                    | 13.26    | Jeremie Lararaudeuse · Ilhas Maurícias                                                                                            | 13.55    | Antonio Alkana · África do Sul                                                           | 13.59    |
| 400 metros barreiras detalhes    | Sokwakhana Zazini · África do Sul                                                                           | 49.42    | Abdelmalik Lahoulou · Argélia | 50.10    | Wiseman Mukhobe · Quênia                                                                 | 50.48    |
| 3 000 metros obstáculos detalhes | Hailemariyam Amare · Etiópia                                                                                | 8:27.38  | Tadese Takele · Etiópia | 8:28.31  | Geoffrey Kirwa · Quênia                                                                  | 8:29.74  |
| 4×100 metros estafetas detalhes  | Quênia · Dan Asamba · Mike Nyang'au · Samwel Imeta · Ferdinand Omanyala                                     | 39.28    | África do Sul · Henricho Bruintjies · Antonio Alkana · Cheswill Johnson · Benjamin Richardson · Rivaldo Roberts* · Akani Simbine* | 39.79    | Zimbabwe · Ngoni Makusha · Dickson Kamungeremu · Tapiwa Makarawu · Denzel Siamsialela    | 39.81    |
| 4×400 metros estafetas detalhes  | Botswana · Busang Collen Kebinatshipi · Leungo Scotch · Anthony Pesela · Bayapo Ndori · Maitseo Keitumetse* | 3:04.27  | Zâmbia · Muzala Samukonga · Kennedy Luchembe · Patrick Kakozi Nyambe · David Mulenga                                              | 3:05.53  | Nigéria · Johnson Nnamani · Chidi Okezie · Sikiru Adeyemi · Emmanuel Ojeli · Ayo Adeola* | 3:07.05  |
| 20 km marcha detalhes            | Samuel Gathimba · Quênia                                                                                    | 1:22:01  | Wayne Snyman · África do Sul | 1:22:05  | Yohanis Algaw · Etiópia                                                                  | 1:22:21  |
| Salto em altura detalhes         | Hichem Bouhanoun · Argélia                                                                                  | 2.15 m   | Mike Edward · Nigéria | 2.15 m   | Mpho Links · África do Sul                                                               | 2.15 m   |
| Salto com vara detalhes          | Medhi-Amar Rouana · Argélia                                                                                 | 5.30 m   | Hichem Khalil Cherabi · Argélia                                                                                                   | 5.20 m   | Valko van Wyk · África do Sul                                                            | 4.90 m   |
| Salto em distância detalhes      | Thalosang Tshireletso · Botswana                                                                            | 7.82 m   | Cheswill Johnson · África do Sul                                                                                                  | 7.78 m   | Amath Faye · Senegal                                                                     | 7.70 m   |
| Salto triplo detalhes            | Hugues Fabrice Zango · Burquina Fasso                                                                       | 17.34 m  | Thalosang Tshireletso · Botswana                                                                                                  | 16.77 m  | Yasser Triki · Argélia                                                                   | 16.58 m  |
| Arremesso de peso detalhes       | Chukwuebuka Enekwechi · Nigéria                                                                             | 21.20 m  | Kyle Blignaut · África do Sul | 20.60 m  | Mohamed Magdy · Egito                                                                    | 20.33 m  |
| Lançamento de disco detalhes     | Werner Visser · África do Sul                                                                               | 61.80 m  | Victor Hogan · África do Sul | 58.95 m  | Ryan Williams · Namíbia                                                                  | 56.70 m  |
| Lançamento de martelo detalhes   | Allan Cumming · África do Sul                                                                               | 69.13 m  | Tshepang Makhethe · África do Sul                                                                                                 | 68.75 m  | Alaaeldin Elashry · Egito                                                                | 68.24 m  |
| Lançamento de dardo detalhes     | Julius Yego · Quênia                                                                                        | 79.62 m  | Ihab Abdelrahman · Egito | 77.12 m  | Phil-Mar van Rensburg · África do Sul                                                    | 74.10 m  |
| Decatlo detalhes                 | Larbi Bourrada · Argélia                                                                                    | 7776 pts | Fredriech Pretorius · África do Sul                                                                                               | 7504 pts | Jesse Perez · África do Sul                                                              | 7396 pts |

* Indica que o atleta só competiu nas baterias e recebeu medalhas.

### Feminino
| Evento                           | Ouro                                                                                                 | Ouro     | Prata                                                                                                 | Prata    | Bronze                                                                          | Bronze   |
| -------------------------------- | --- | -------- | --- | -------- | ------------------------------------------------------------------------------- | -------- |
| 100 metros detalhes              | Gina Bass · Gâmbia                                                                                   | 11.06    | Aminatou Seyni · Níger                                                                                | 11.08    | Carina Horn · África do Sul                                                     | 11.09    |
| 200 metros detalhes              | Aminatou Seyni · Níger                                                                               | 23.04    | Maximilla Imali · Quênia                                                                              | 23.43    | Rhoda Njobvu · Zâmbia                                                           | 23.51    |
| 400 metros detalhes              | Miranda Coetzee · África do Sul                                                                      | 51.82    | Niddy Mingilishi · Zâmbia                                                                             | 52.36    | Veronica Mutua · Quênia                                                         | 52.76    |
| 800 metros detalhes              | Jarinter Mwasya · Quênia                                                                             | 2:02.80  | Netsanet Desta · Etiópia                                                                              | 2:02.99  | Prudence Sekgodiso · África do Sul                                              | 2:03.46  |
| 1 500 metros detalhes            | Winny Chebet · Quênia                                                                                | 4:16.10  | Purity Chepkirui · Quênia                                                                             | 4:16.28  | Ayal Dagnachew · Etiópia                                                        | 4:16.45  |
| 5 000 metros detalhes            | Beatrice Chebet · Quênia                                                                             | 15:00.82 | Fantaye Belayneh · Etiópia                                                                            | 15:01.89 | Caroline Nyaga · Quênia                                                         | 15:05.34 |
| 10 000 metros detalhes           | Caroline Nyaga · Quênia                                                                              | 32:12.61 | Rachael Zena Chebet · Uganda                                                                          | 32:17.66 | Meseret Gebre · Etiópia                                                         | 32:25.97 |
| 100 metros barreiras detalhes    | Tobi Amusan · Nigéria                                                                                | 12.57    | Ebony Morrison · Libéria                                                                              | 12.77    | Marione Fourie · África do Sul                                                  | 12.93    |
| 400 metros barreiras detalhes    | Zenéy van der Walt · África do Sul                                                                   | 56.00    | Taylon Bieldt · África do Sul                                                                         | 56.67    | Noura Ennadi · Marrocos                                                         | 58.06    |
| 3 000 metros obstáculos detalhes | Werkuha Getachew · Etiópia                                                                           | 9:36.81  | Zerfe Wondemagegn · Etiópia                                                                           | 9:41.37  | Caren Chebet · Quênia                                                           | 9:43.64  |
| 4×100 metros estafetas detalhes  | Nigéria · Praise Idamadudu · Tima Godbless · Praise Ofoku · Tobi Amusan · Joy Abu* · Balikis Yakubu* | 44.45    | África do Sul · Marzaan Loots · Banele Shabangu · Charlize Eilerd · Phindile Kubheka · Tamzin Thomas* | 44.87    | Gâmbia · Fatou Sowe · Maimouna Jallow · Nyimasata Jawneh · Gina Bass            | 44.97    |
| 4×400 metros estafetas detalhes  | África do Sul · Miranda Coetzee · Taylon Bieldt · Precious Molepo · Zenéy van der Walt               | 3:29.34  | Quênia · Jacinta Shikanda · Hellen Syombua · Joan Cherono · Veronica Mutua                            | 3:35.55  | Nigéria · Deborah Oke · Queen Usunobun · Ella Onojuvwewo · Patience Okon George | 3:36.24  |
| 20 km marcha detalhes            | Emily Ngii · Quênia                                                                                  | 1:34:30  | Yehualeye Beletew · Etiópia                                                                           | 1:35:48  | Silvia Kemboi · Quênia                                                          | 1:39:40  |
| Salto em altura detalhes         | Rose Yeboah · Gana                                                                                   | 1.79 m   | Temitope Adeshina · Nigéria                                                                           | 1.79 m   | Yvonne Robson · África do Sul                                                   | 1.79 m   |
| Salto com vara detalhes          | Mirè Reinstorf · África do Sul                                                                       | 3.80 m   | Dorra Mahfoudhi · Tunísia                                                                             | 3.70 m   | Nicole Janse van Rensburg · África do Sul                                       | 3.70 m   |
| Salto em distância detalhes      | Marthe Koala · Burquina Fasso                                                                        | 6.42 m   | Yousra Lajdoud · Marrocos                                                                             | 6.37 m   | Esraa Owis · Egito                                                              | 6.29 m   |
| Salto triplo detalhes            | Sangoné Kandji · Senegal                                                                             | 13.76 m  | Saly Sarr · Senegal                                                                                   | 13.42 m  | Véronique Kossenda Rey · Camarões                                               | 13.35 m  |
| Arremesso de peso detalhes       | Ischke Senekal · África do Sul                                                                       | 16.40 m  | Carine Mékam · Gabão                                                                                  | 15.87 m  | Zonica Lindeque · África do Sul                                                 | 15.79 m  |
| Lançamento de disco detalhes     | Chioma Onyekwere · Nigéria                                                                           | 58.19 m  | Nora Monie Atim · Camarões                                                                            | 54.44 m  | Obiageri Amaechi · Nigéria                                                      | 54.15 m  |
| Lançamento de martelo detalhes   | Oyesade Olatoye · Nigéria                                                                            | 63.67 m  | Zouina Bouzebra · Argélia                                                                             | 63.48 m  | Rawan Barakat · Egito                                                           | 62.67 m  |
| Lançamento de dardo detalhes     | Jo-Ane van Dyk · África do Sul                                                                       | 60.65 m  | Mckyla van der Westhuizen · África do Sul                                                             | 55.55 m  | Jana van Schalkwyk · África do Sul                                              | 54.49 m  |
| Heptatlo detalhes                | Odile Ahouanwanou · Benim                                                                            | 5756 pts | Shannon Verster · África do Sul                                                                       | 5329 pts | Nada Chroudi · Tunísia                                                          | 5117 pts |

* Indica que o atleta só competiu nas baterias e recebeu medalhas.

### Misto
| Evento                          | Ouro                                                                                                 | Ouro    | Prata                                                                         | Prata   | Bronze                                                                            | Bronze  |
| ------------------------------- | --- | ------- | ----------------------------------------------------------------------------- | ------- | --------------------------------------------------------------------------------- | ------- |
| 4×400 metros estafetas detalhes | Botswana · Busang Collen Kebinatshipi · Motlatsi Ranthe · Keitumetse Maitseo · Christine Botlogetswe | 3:21.85 | Nigéria · Emmanuel Ojeli · Ella Onojuvwew · Ayo Adeola · Patience Okon George | 3:22.38 | Quênia · Collins Omae Gichana · William Rayian · Veronica Mutua · Jarinter Mwasya | 3:22.75 |

Legenda
| Recorde mundial       | Recorde mundial (World record)               |                       | Recorde africano                      | Recorde africano (African) |                                           | Q | Classificado por posição (Qualified) |
| Recorde do campeonato | Recorde do campeonato (Championship record)  | Recorde da América    | Recorde da América (Americas)         | q                          | Classificado por melhor tempo (Qualified) |   |                                      |
| Melhor marca do ano   | Melhor marca do ano (World leading)          | Recorde asiático      | Recorde asiático (Asian)              | DNS                        | Não largou (Did not start)                |   |                                      |
| Recorde nacional      | Recorde nacional (National record)           | Recorde europeu       | Recorde europeu (European)            | DNF                        | Não terminou (Did not finish)             |   |                                      |
| Recorde pessoal       | Recorde pessoal do atleta (Personal best)    | Recorde da Oceania    | Recorde da Oceania (Oceania)          | DSQ / DQ                   | Desclassificado (Disqualified)            |   |                                      |
| Recorde da temporada  | Recorde da temporada do atleta (Season best) | Recorde sul-americano | Recorde sul-americano (South America) | NM                         | Sem marca (No mark)                       |   |                                      |